# 마크 볼란

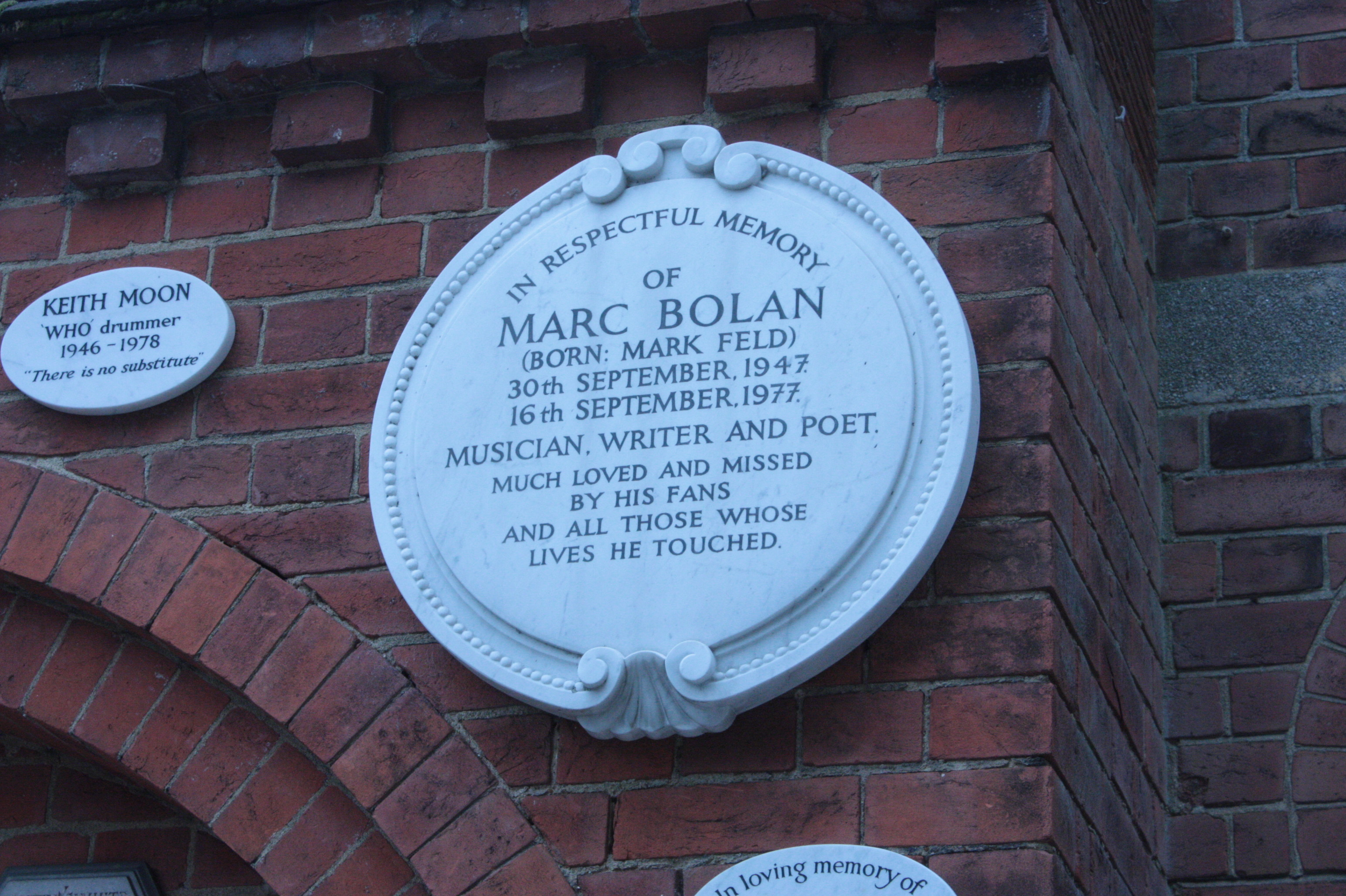
골더스 그린 화장장에 붙어 있는 마크 볼란 기념패

마크 볼란(Marc Bolan, 본명 마크 팰드(Mark Feld). 1947년 9월 30일 – 1977년 9월 16일)은 영국의 싱어송라이터, 음악가, 기타리스트, 그리고 시인이다. 그는 글램 록 밴드 티.렉스(T.Rex)의 리드 보컬로 가장 잘 알려져 있다. 볼란은 1970년대 글램 록 장르의 개척자들 중 하나로 29세의 나이에 자동차 사고로 30세 생일을 두 주 앞두고 사망했다.

## 성장 과정과 초기 경력

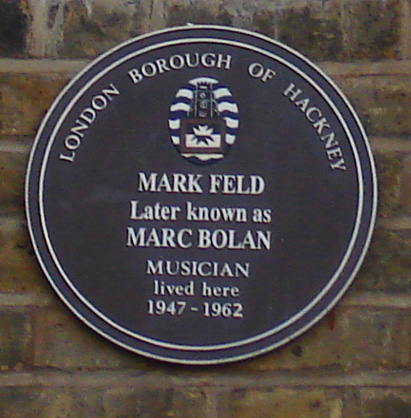
마크 볼란이 어린 시절 살았던 해크니 자치구 스톡 뉴잉톤 커먼 25번지에 붙어 있는 명판. (2005년 11월)

볼란은 런던 동부 해크니 자치구의 스톡 뉴잉톤 커먼에서 성장했다. 필리스 위니프레드(니 애트킨스)와 대형 트럭 운전사인 시므온 펠드의 아들로 아버지는 러시아와 폴란드계의 아슈케나지 유대인이다. 후에 런던 남서부 윔블던으로 이사하였는데 진 빈센트, 에디 코크란, 아서 크러덥, 척 베리 등 록앤롤에 빠졌고 소호의 2i's 같은 커피바들을 즐겨 찾았다.
업퍼 클랩튼에 있는 노스월드 초등학교를 다녔고 <올란도>라는 TV쇼에 모드(깔끔하게 유행을 따른 복장을 하고 오토바이를 타고 다니던 1960년대 영국 청년들 집단의 한 사람) 복장을 하고 엑스트라로 출연하기도 했다. 9살 때 기타를 선물받아 스키플 밴드를 시작했다. 학교를 다니며 "수지 앤 더 훌라 후프(Susie and the Hula Hoops)"라는 트리오에서 기타를 쳤으며 12세였던 헬렌 샤피로가 노래를 했었다. 학교 점심시간에 운동장에서 몇몇 아이들을 놓고 기타를 연주하기도 했다. 15살에 태도 불량으로 퇴학당한다.
모델 에이전시에 잠시 있다가 로 존 템플 남성의류점의 카달로그에 모델, "존 템플 보이"로 활동하며 상점 윈도우 광고 판지로도 제작되어 진열되었다. 타운 잡지에서는 모드 운동의 초창기를 다루며 그를 예로 들어 사진과 함께 기사를 게재하였다. 1964년 볼란은 그의 첫 매니저인 제프리 델라로이-홀(Geoffrey Delaroy-Hall)을 만나게 되고 세션 뮤지션들의 반주에다 그가 노래를 하여 "All at Once"라는 곡을 녹음한다. 이 곡은 그의 어린 시절 영웅이었던 "영국의 엘비스" 클리프 리처드의 스타일을 많이 따랐다. 볼란의 사후 델라로이-홀로부터 오리지널 녹음 테이프를 받은 다니엘즈와 카론 윌란스는 2008년 초한정판으로 7인치 비닐 음반으로 출시한다. 이 곡은 볼란이 정식으로 녹음했던 최초 곡들 중 하나다.
볼란은 그의 두 번째 매니저가 된 아역배우 알란 웨렌(Allan Warren)의 집에 들어가 살게 되면서 예명을 토비 타일러(Toby Tyler)라고 지었다. 이 만남은 볼란에게 쇼비지니스로 들어가는 생명줄과도 같은 것이었다. 방바닥에 책상다리를 하고 앉아 어쿠스틱 기타를 몇 시간이고 연주하는 볼란의 모습을 본 웨렌은 그에게서 뭔가 가능성을 보게 된다. 당시 볼란은 보우호우-시크 (보헤미안과 히피 영향을 받은 패션) 패션을 추구하고 있었고 당시 영감의 원천이었던 밥 딜런과 비슷한 코르덴 모자를 쓰고 다녔다. 사진작가인 마이클 맥그라스에게 촬영을 의뢰하기도 했는데 그는 볼란에 대해 "별다른 인상을 받지 못했다"고 기억한다. 워렌은 또한 녹음 스튜디오를 빌려 볼란의 첫 음반을 제작했다. 밥 딜런의 "Blowing in the Wind"와 디온 디 무치의 "The Road I'm On (Gloria)" 두 곡으로 이후 출시되었다. 베티 에베레트의 "You're No Good"을 녹음한 것을 후에 심사를 위해 EMI에 보냈는데 탈락되었다.
후에 집세가 세 달치 밀리면서 웨렌은 볼란과의 계약과 판권을 200파운드에 집주인이자 부동산 거물인 데이비드 키르히에게 넘긴다. 하지만 거대한 부동산업에 바빴던 키르히는 볼란을 챙길 겨를이 없었다. 그로부터 약 1년쯤 뒤 볼란의 어머니는 키르히의 사무실에 들이닥쳐서 그를 향해 자신의 아들을 위해 아무 것도 하고 있지 않다고 고함을 쳤다. 그녀는 계약서를 찢어버릴 것을 요구했고 그는 그 말에 따랐다. 토비 타일러 이름으로 제작했던 처음 두 개의 곡이 들은 테이프는 사라졌다가 25년도 더 지난 1991년 나타났고 8천 달라 가량에 판매되었다. 1993년 이 곡들은 CD로 발매되어 대중들이 볼란의 초기 녹음들을 접할 수 있게 되었다.
이름을 이번에는 마크 볼란으로 다시 바꾸고 (마크 보우랜드에서) 데카 레코드사와 1965년 8월 계약을 채결한 후 그의 데뷰 싱글인 "The Wizard"를 녹음한다. BBC 방송의 Ql 시리즈 G 15편에 나온 대니 베이커는 볼란이라는 이름이 "밥 딜런"의 축약이라고 얘기했다. 레이디버즈가 백킹 보컬을 하였고 볼란의 보컬을 제외한 모든 음악은 스튜디오 세션 뮤지션들이 작업했다. "The Wizard"는 1965년 11월 19일에 발매되었다. 볼란의 이 첫 싱글은 짐 에코노메데스가 제작했고 마이크 리엔더가 음악 감독을 맡았다. 이후 얼마 지나지 않아 같은 팀으로 두 개의 솔로 어쿠스틱 데모 "Reality"와 "Song For A Soldier"를 녹음했는데 이것들은 2015년 7인치 비닐 음반 한정판 버전으로 공식 출시되었다. 두 곡 모두 딜런과 도노반을 연상케 하는 포크 스타일이며 세 번째 곡인 "That's the Bag I'm In"은 뉴욕 포크 가수이자 딜런과 동시대인인 프레드 닐이 쓴 것으로 역시 테이프에 들어있었으나 아직까지 정식 발매되지는 않았다. 1966년 6월 두 번째 공식 싱글 또한 발매되었는데 역시 세션 뮤지션들이 반주를 했고 앞면에는 "The Third Degree", 뒷면에는 볼란이 비트족 시인들에게 바치는 찬가인 "San Francisco Poet"이 들어갔는데 두 곡 모두 차트에 진입하지 못했다.
1966년 볼란은 사이먼 네이피어-벨의 집 앞에 기타를 들고 나타나 자신은 빅 스타가 될 것이며 누군가 편곡할 사람이 필요하다고 선언했다. 네이피어-벨은 그를 집안으로 불러들여 노래를 들어보았다. 곧바로 녹음 세션이 준비되었고 곡들을 매우 단순한 스타일로 녹음했다. 하지만 이 곡들 대부분은 1974년 <the beginning of doves> 앨범에 수록될 때까지 정식으로 발매되지는 못했다. 오직 불길한 분위기의 바로크 포크송인 "Hippy Gumbo"가 발매되었지만 역시 세 번째로 실패한 싱글이 되었다. 이 중 "You Scare Me to Death"라는 곡은 치약 광고에 사용되었다. 이들 중 몇 곡은 악기들이 더해져서 1982년 <you scare me to death>라는 앨범을 통해 다시 수면에 올라왔다. 네이피어-벨이 야드버즈(The Yardbirds)와 존스 칠드런(John's Children)의 매니저를 맡고 있었고 애초에는 볼란을 야드버즈에 영입하려 했었다. 결국에는 1967년 초 볼란은 작곡가가 필요했고 그의 작곡 능력을 흠모하던 존스 칠드런으로 정착하게 된다. 이후 밴드는 라이브를 통해 어느 정도의 성공을 거두기는 했으나 음반 판매는 저조했다. 한편 볼란이 만든 존 칠드런의 싱글 "Desdemona"는 "치마를 걷어올리고 날아라"라는 가사 때문에 BBC에서 방송이 금지되었다.
볼란이 밴드에 머문 시기는 짧았다. 더 후(The Who)와 함께했던 독일에서의 불행했던 공연 이후 밴드가 쪼개지면서 볼란은 잠시 자신의 상황을 돌아보는 시간을 가진다. 새로운 아이디어들로 넘쳐나던 볼란은 환타지 소설(The Krakenmist와 Pictures of Purple People)과 시와 곡들을 썼고 때때로 현실과 그가 만들어낸 허구를 분간하는데 어려움을 겪기도 한다. 그가 파리에서 마법사를 만났고 그에게 공중부양을 배웠다는 일화도 있다. 이 마법사는 아마도 미국 배우였던 릭스 오하라(Riggs O'Hara)였을 가능성이 높고 볼란은 그와 함께 1965년 파리 여행을 했었다. 존스 칠드런 이후 자신을 추스리며 새로운 도약을 위한 시간을 가지며 볼란의 작곡은 시동일 걸리면서 티.렉스(T.Rex)의 첫 앨범에 들어갈 다수의 시적이고 신낭만주의적인 곡들이 나오기 시작한다.

## 티라노사우루스 렉스
존스 차일드가 해체되면서 발생한 여러 문제들 중 가운데 밴드의 악기와 장비들을 음반사였던 트랙 레코드가 수거해 간 것이 있었다. 하지만 볼란은 이에 굴하지 않고 자신의 록 밴드인 티라노사우르스 렉스를 기타리스트 벤 커트랜드(Ben Cutland)와 드러머 스티브 페레그린 툭(Steve Peregrin Took), 그리고 이름이 알려지지 않은 베이스와 함께 결성한다. 네이피어-벨은 당시 볼란에 대해 이렇게 회상한다. "일렉트릭 가든에서 연주 기회가 있었고 멜로디 메이커지에 뮤지션들을 구한다는 구인 광고를 냈다. 광고는 공연하는 날인 수요일에 나왔다. 3시쯤 그는 뮤지션들 면접을 보았고 5시쯤에는 공연에 나갈 준비가 되었다... 완전 재난 수준이었다. 그는 관객들의 야유 속에 무대를 내려와야 했다."
이 공연 이후 볼란은 밴드를 자신과 툭으로 축소하고 계속하여 사이키델릭-포크록 어쿠스틱 듀오로 활동하며 볼란이 쓴 곡에 툭이 퍼커션과 때로는 베이스, 노래를 하게 된다. 네이피어-벨은 볼란이 최초의 전자악기 공연에서 좌절한 이후 어쿠스틱으로 활동한 것에 대해 이렇게 말하고 있다. "그는 다시 그것을 시도할 엄두를 못내었다. 이는 그의 자존감에 엄청난 상처를 냈다... 나중에 그는 사람들에게 그가 어쿠스틱으로 갈 수 밖에 없었던 것은 트랙 레코드에서 그의 장비들을 모두 압수해 갔기 때문이라고 얘기하고 다녔는데 실상은 두려움에 의해 어쿠스틱으로 가는 것 밖에 다른 선택이 없었기 때문이었다."
티라노사우루스 렉스라는 이름으로 세 장의 앨범과 네 개의 싱글을 발표하여 차트를 오르내렸으며 가장 높이 올라간 것이 15위였고 라디오1의 DJ였던 존 필의 도움을 받았다. 이 시기의 하이라이트는 듀오가 1968년 최초로 하이드 파크에서 무료 고연을 했을 때다. 마약을 하며 자유로운 영혼을 가진 툭은 첫 번째 미국 투어를 마치고 쫓겨나기는 했으나 이들은 활동하는 동안 히피 언더그라운드계에 힘을 실어 주었고 음악은 볼란의 초현실적인 시들로 채워져 있었다.
1969년 볼란은 그의 첫 번째이자 유일한 시집인 <사랑의 마법사 The Warlock of Love>를 출간한다. 몇몇 평론가들은 자아 도취라고 무시했으나 볼란의 현란한 문체와 언어의 유희로 가득한 이 책은 4만 권이 팔렸으며 1969-70년 영국 베스트셀러 시집에 오른다. 이는 1992년 티라노사우르스 렉스 사모 모임에서 재발매했다.
초기 록앤롤에 대한 그의 열정은 결국 듀오의 음악에 전자 기타를 도입하게 된다. 볼란은 페이즐리 눈물방울 디자인이 되어 있는 흰색 펜더 스트라토캐스더를 구입한다. 툭을 미키 핀(Mickey Finn)으로 교체한 이후 그는 티라노사우르스 렉스의 마지막 앨범인 <A Beard of Stars>에서 더욱 일렉트릭 사운드를 전면적으로 내세웠다. 마지막 곡인 "Elemental Child"는 지미 헨드릭스의 영향을 받은 긴 전자 기타 연주가 담겨 있다.
볼란은 여자 친구였던 준 차일드(June Child)와 결혼했다. 그녀는 볼란의 영웅 중 하나였던 시드 바렛트(Syd Barrett)의 매니저의 비서로 일하기도 했었기에 음악 비즈니스계에서 남편의 입지에 영향을 끼칠 수 있는 위치에 있었다. 음악적 시도에 있어 더 모험적이 된 볼란은 개조된 빈티지 깁슨 레스폴 기타를 구입했고 (이 기타는 <티.렉스> 앨범 표지에 나온다) 그의 첫 번째 히트곡인 "Ride a White Swan"을 녹음한다. 박수 소리가 뒤에 비트로 깔리면서 볼란의 전자 기타와 핀의 퍼커션이 주 요소로 구성된 곡이었다. 이 즈음 볼란은 밴드의 이름을 티.렉스(T.Rex)로 짧게 줄인다.

## 티.렉스와 글램록
"Ride a White Swan"의 녹음 세션은 볼란과 그의 제작자인 토니 비스콘티(Tony Visconti)가 감독했는데 이 싱글은 볼란의 음악 경력에 변화를 불러온다. 뭉고 제리(Mungo Jerry)의 "In the Summertime"의 성공에서 어느 정도 영감을 얻은 볼란은 이전에 어쿠스틱이 주를 이루었던 사운드에서 더 일렉트릭 쪽으로 방향을 전환했다. 1970년 7월 1일에 녹음하고 같은 해 발매된 이 싱글은 서서히 영국 톱 40에 진입했고 결국 1971년 초 2위에까지 오르게 된다.
실크해트를 쓰고 깃털 목도리를 두른 볼란은 양쪽 볼에 반짝이는 눈물 모양 화장도 했다. 화장에 관해서는 여러 가지 설이 있다. 그의 비서였던 첼리타 세쿤다(Chelita Secunda)의 작품이라고 하기도 하는데 1974년 라디오1의 존 피존과의 인터뷰에서 볼란은 사진 촬영이 있기 전 아내의 화장대에서 반짝이는 화장품(글리터)을 보고 얼굴에 발라보았던 것으로부터 시작되었다고 했다. 다른 뮤지션들과 팬들은 곧 이를 여러 다른 형태로 따라하기 시작했고 글램과 글리터 록의 시대가 탄생했다.
글램의 시대는 또한 볼란의 친구인 데이비드 보위(David Bowie)가 떠오른 시대이기도 하다. 볼란은 보위를 언더그라운드 시절에 알게 되었다. 친구이기도 했지만 활동 내내 라이벌이기도 했다. 볼란은 보위의 1970년 싱글 "Prettiest Star"에서 기타를 쳐주었으며 또한 매니저(레스 콘)와 제작자(토니 비스콘티)가 같았다.
"Ride a White Swan"과 <t.rex> 앨범 이후 볼란은 밴드를 4인조로 확장, 베이스에 스티브 커리(Steve Currie), 드럼에 빌 레전드(Bill Legend)를 영입하고 5분짜리 싱글 "Hot Love"를 만든다. 신나는 리듬에 현악기가 액센트로 들어가며 어느 정도 "Hey Jude"의 영향을 받은, 따라 부를 수 있는 긴 코러스가 들어간 곡으로 1위에 6주간 머물렀다. 곧바로 뒤이어 나온 "Get It On"은 더 거칠고 성숙한 사운드로 1위에 4주간 머물렀다. 이 곡은 미국에서 발매될 때 제목을 "Bang a Gong (Get It On)"으로 바꾸었는데 미국 밴드 체이스(Chase)의 동명의 곡과의 혼란을 피하기 위해서였다. 미국에서는 1972년 초 10위까지 올라서 미국에서 유일하게 싱글 톱 40에 오른 티.렉스의 곡이 되었다.   </t.rex>
1971년 11월 티.렉스의 음반 레이블인 플라이(Fly)는 <electric warrior=""> 앨범의 곡 "Jeepster"를 볼란의 허가 없이 발매했다. 분노한 볼란은 이 기회를 잡아 플라이와의 계약을 파기하고 T.Rex Wax Co.라는 자신의 레코드 레이블을 만들어 주겠다는 EMI로 갈아 탔다. 이 레이블은 이제는 아이콘이 된 볼란의 머리와 어깨가 나온 이미지를 로고로 삼았다. 한편 이런 논란에도 불구하고 "Jeepster"는 영국 2위까지 올랐다. </electric>
1972년 볼란은 "Telegram Sam"과 "Metal Guru"로 영국에서 두 번 1위를 차지했고 ("Metal Guru"의 경우 엘튼 존의 "Rocket Man"이 1위로 올라가는 것을 막기도 했다) "Children of the Revolution"과 "Solid Gold Easy Action" 두 곡은 2위까지 올랐다. 볼란은 "Metal Guru"에 대해 "역사상 가장 스무드한 곡"이라고 말한 바 있다.
같은 해 볼란은 1972년 3월 18일 웸블리 엠파이어 풀에서의 공연을 담은링고 스타의 다큐멘터리영화 <본 투 부기>에 출연했다. 아스콧에 있는 존 레논의 맨션에서 촬영한 초현실적 세션 장면에는 링고 스타가 드럼을 엘튼 존이 피아노를 치며 티.렉스에 합류했다. 당시 티.렉스의 음반 판매량은 영국 전체 국내 음반 시장의 6% 가량을 차지하고 있었고 하루에 10만장을 파는 것으로 추정되고 있었다. 하지만 티.렉스 싱글의 경우 다수의 골드 디스크와 1위에 오른 기간이 평균 4주 정도인데도 영국에서 밀리언셀러는 기록하지 못했다.
1973년 볼란은 그의 친구 제프 린(Jeff Lynne)과 함께 일렉트릭 라이트 오케스트라의 <on the="" third="" day=""> 앨범에 수록된 "Ma-Ma-Ma Belle"과 "Dreaming of 4000"에서 트윈 리드 기타를 연주했다 (공식적으로 언급되지는 않았다). 그리고 또 한 곡 "Everyone's Born to Die"에서도 연주했으나 당시에는 발매되지 않았고 2006년 리마스터 앨범에서 보너스 트랙으로 포함되었다.  </on>
볼란은 링고 스타의 앨범 <ringo>에 들어있는 "Have You Seen My Baby (Hold On)"에서 기타를 연주했다.  </ringo>
1973년 말에 다다르면서 볼란의 팝스타로서의 인기는 서서히 떨어지고 있었지만 "20th Century Boy"로 2월에 3위를, 중반쯤에는 "The Groover"로 4위를 기록했고 톱 10에는 들지 못했지만 12월에는 "Truck On (Tyke)"로 12위에 올랐다. 한편 1974년의 앨범 <Zinc Alloy and the Hidden Riders of Tomorrow>에 담긴 "Teenage Dream"은 볼란이 전보다 더 풍성한 사운드를 추구하고 있음을 보여주었다. 밴드는 세컨드 기타리스트인 잭 그린(Jack Green)을 비롯한 스튜디오 뮤지션들로 확장되었고 볼란은 자신의 음반의 사운드와 제작에 있어 더 많은 권한을 갖게 되었다. 그리고 이 즈음에 여자 친구인 글로리아 존스도 키보드와 백보컬로 합류했다.
1974년 볼란이 아이크 앤드 티나 터너를 위해 기타를 연주했다. 그는 "Sexy Ida (Part II)"와 "Baby Get It On"에 참여했는데 티나 터너는 이에 대해 BBC 라디오1에서 언급한 바 있다.
결국 티.렉스의 라인업은 붕괴되었다. 레전드는 1973년, 핀은 1975년에 밴드를 떠났고 볼란의 결혼생활은 백보컬인 글로리아 존스와 바람을 피면서 끝이 났다. 볼란은 이 시기 상당 가량을 미국에서 지냈으며 여전히 싱글과 앨범들을 발표했는데 상업적 성공은 거두지 못했는데 특이한 가사와 때로는 기이한 음악적 실험들이 담겨 있었다. 볼란은 건강을 잘 챙기지 않았으며 살이 찌기 시작했다. 그럼에도 계속적으로 발전하며 작업을 했고 최소한 1년에 한 장의 앨범을 발표했다.

## 부활
1975년 9월 글로리아 존스는 아들을 낳았고 이름을 롤란 볼란이라 지었다 (출생증명서에는 '롤란 세이무어 펠드'로 되어 있다). 같은 해 볼란은 세금을 피해 미국과 모나코에 있다가 영국으로 돌아와 조용히 투어 등을 시작했다. 그의 오랜 친구인 마이크 맨스필드가 제작하는 LWT의 팝쇼 수퍼소닉에도 정기적으로 출연했으며 싱글도 지속적으로 발매했으나 1970년대 초의 성공시절로는 다시 돌아가지 못했다. 티.렉스 전성기의 멤버로 유일하게 남아 있던 커리는 결국 1976년 밴드를 떠났다. 1977년 초 볼란은 새로 밴드를 구성하여 <dandy in the underworld> 앨범을 발매하고 그의 전성기를 모르는 젊은 관객들을 위해 펑크 밴드인 댐드(the Damned)를 섭외하여 함께 영국 투어를 시작한다.
1977년 후반 그라나다 텔레비젼에서는 볼란에게 기존에 있는 밴드나 새로운 밴드들을 초청해 그의 곡을 연주하는 <마크>라는 이름의 6부 시리즈의 진행을 맡겼다. 이때쯤 볼란은 살을 빼고 티.렉스의 전성기 시절처럼 날씬한 모습으로 돌아 왔다. 이 쇼는 방과후 30분간 아이들과 십대들을 겨냥하여 방영하였고 큰 성공을 거뒀다. 한 에피소드에서 볼란은 이전 존스 차일드에서 함께 했던, 당시에는 라디오 스타스(Radio Stars)라는 밴드의 리더로 활동하던 앤디 엘리슨(Andy Ellison)과 함께 연주하기도 했다.
볼란의 오랜 친구이자 때로는 라이벌이기도 했던 데이비드 보위는 <마크>의 마지막 에피소드에 마지막 게스트로 출연했다. 둘은 함께 보위의 "Heroes"를 쇼 마지막 부분에 연주했다. 그리고 엔딩 자막이 올라가는 동안 블루스 음악을 연주했는데 막 보컬이 시작되려는 순간 볼란이 무대 뒤로 떨어져서 카메라 밖으로 밀려나 버렸다. 보위는 분명 재미있어 하는 표정이었고 밴드는 몇 초 뒤 음악을 중단했다. 다시 찍을 시간이 없었기에 이 사건은 그대로 방송되었다.

## 죽음
1977년 9월 16일, 볼란은 글로리아 존스가 운전하는 미니 1275GT를 타고 버클리 광장의 모톤스 술집과 식당으로부터 집으로 향했다. 런던 남서부 반스의 퀸스릿지의 짚시 레인 도로에 있는 작은 홍예다리를 잘 빠져나가지 못하면서 울타리 기둥을 박고 그리고 나무를 들이받았다. 볼란은 그 자리에서 즉각 사망했고 존스는 팔과 턱이 부러지는 중상을 입었다.

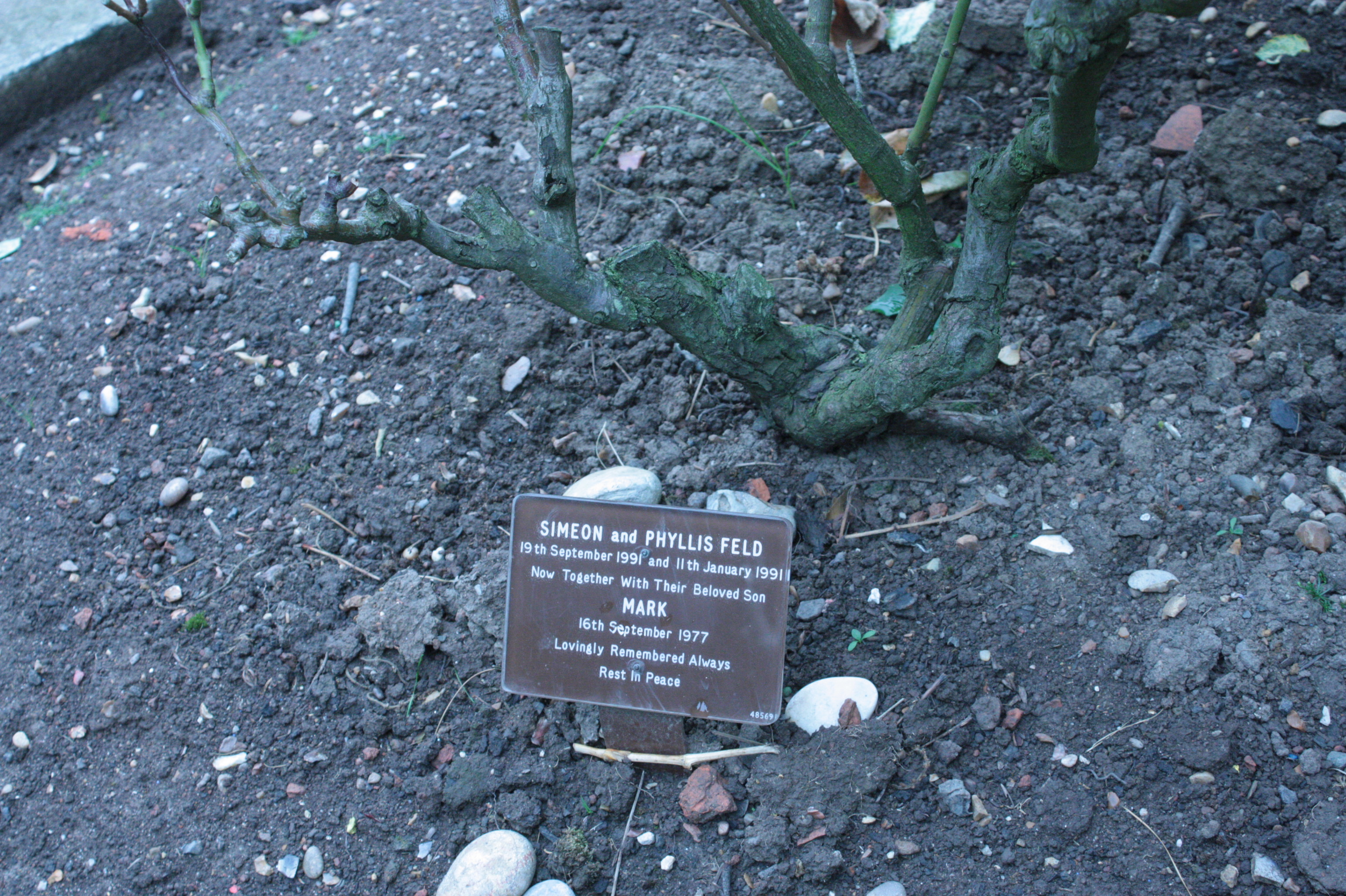
골더스 그린 묘지에 있는 마크 펠드(마크 볼란)와 그의 부모들의 유해 표시판.

볼란의 장례식에는 데이비드 보위와 로드 스튜어트, 토니 비스콘디, 스티브 할리 등이 참석했으며 장외에는 볼란 최초의 히트 싱글 "Ride a White Swan"을 상징하는 백조 모양의 꽃장식이 설치되었다. 장례식은 북런던의 골더스 그린 화장장에서 열렸고 그곳에 화장한 유해가 묻혔다. 자동차 사고 현장 또한 팬들이 나무 곁에 헌정품들을 갖다 놓으면서 그를 추모하는 성지가 되었다. 2013년 이 곳은 BBC Four 시리즈의 <이교도와 필그림: 영국의 가장 성스러운 장소들>에서 볼란의 록 성지로 다뤄지기도 했다. 이곳은 티.렉스 액션 그룹에서 소유하고 관리하고 있다.
볼란은 조기 사망에 대한 두려움으로 절대 운전을 배우지 않았는데 그럼에도 불구하고 그의 곡들에는 최소한 주제는 아닐지라도 자동차에 관한 내용들이 많이 나온다. 또한 다수의 자동차를 소유했는데 그 중에 하나인 1960년대 흰색 롤스로이스는 그가 사망하던 날 밤 그의 소속 기획사에서 밴드 호크윈드에게 대여해 주기도 했었다.

## 악기
볼란은 주로 깁슨 레스폴을 연주하는 모습을 많이 보여주었다. 그의 주로 사용한 기타는 레스폴 스탠다드로 (원래의 네크가 부러지고 나서 레스폴 커스텀 네크로 교체했다) 볼란의 영웅이었던 에디 코크란의 그래치 기타와 유사한 반투명 오랜지색으로 다시 칠한 것이었다. 1977년 초에 기타를 도난당한 이후에는 검은색 레스폴을 사용했다. 또한 트레몰로가 달인 검은색 깁슨 플라잉 V 및 페이즐리 패턴의 눈물 모양 디자인으로 장식된 올림픽 화이트 칼러의 1960년대 초반 펜더 스트라토캐스터도 연주했다. 스트라토캐스터는 1969년 전자 악기 사용을 본격적으로 재개하면서부터 1970년 8월 레스폴을 구입할 때까지 사용했다. 스트라토캐스터는 결국 수명을 다했고 1974년 미국 투어 도중 무대에서 연주하다 박살내 버렸다.
특이한 것을 좋아했던 볼란은 소규모 악기사에서 제작한 시각적으로 독특한 다양한 기타들을 연주하기도 했다. 그런 기타들 중에는 벨레노(Veleno) 알루미뉴 기타와 번스 플라이트(Burns Flyte) 같은 것이 있다. 어쿠스틱 기타의 경우 그가 가장 선호한 것은 에피폰(Ephphone)과 깁슨에서 나온 것으로 특별히 깁슨 허밍버드와 깁슨 J-160E를 좋아했다.
2011년 깁슨사는 볼란의 기타를 그대로 본 딴 시그니쳐 시리즈 모델을 내놓았다.
볼란은 복스, 오렌지, HH 일렉트로닉스, 마샬 등 다양한 앰프들을 사용했는데 그와 가장 연관지을 수 있는 것은 1970-1973년 사용했던, 생존기간이 짧았던 영국제 뱀프파워 앰프다. MK1A 뱀프파워 100 와트 스택은 그 시절 티.렉스의 공연과 녹음에 사용되었다. 뱀프파워 이후 볼란은 주로 HH 일렉트로닉스, 특히 HHIC100s 100 와트 파워헤드를 사용했다.

## 유산

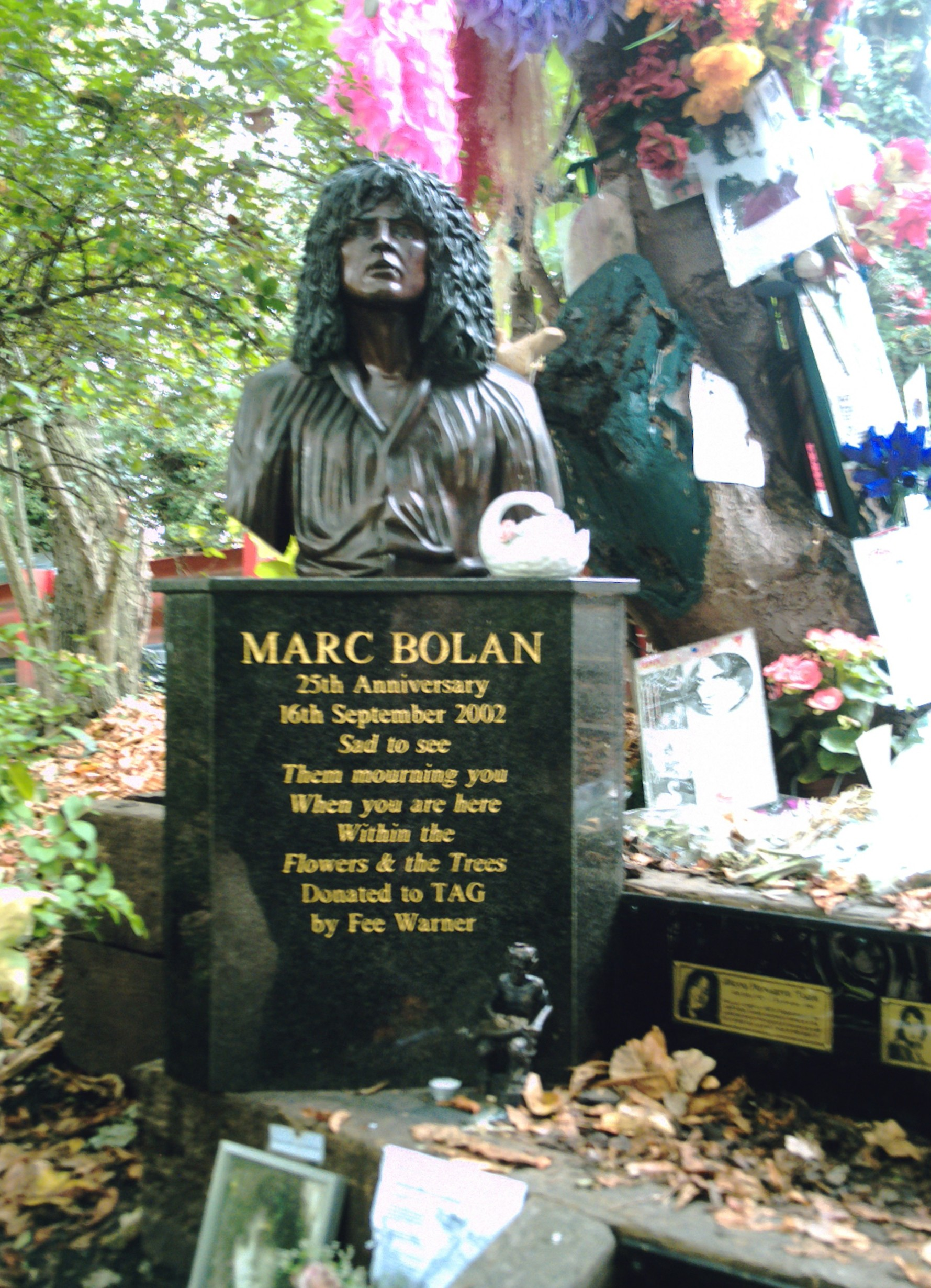
볼란의 성지. 그의 60세 생일이었을 2007년 9월 30일 모습.

볼란은 매우 영향력이 컸던 인디록 밴드인 스미스(The Smiths)의 기타리스트인 조니 마(Johnny Marr)의 어린 시절 영웅이었다.
1979년 수지 앤 더 밴시즈(Siouxsie and the Banshees)는 "20th Century Boy" 리메이크를 싱글 "The Staircase (Mystery)"의 B-사이드에 넣어 발매했고 수년 동안 공연에서 연주했다. 또한 1978년 볼란의 1주기에 에일즈베리 프라이어에서 공연할 때 이 곡을 앵콜로 연주하기도 했다.
1980년 12월 영국 고딕록 밴드인 바우하우스(Bauhaus)는 "Telegram Sam" 리메이크를 그들의 네 번째 싱글로 발매했다.
또한 1980년 봉고스(the Bongos)는 티.렉스의 곡을 리메이크 한 것으로("Mambo Sun") 빌보드 차트에 진입한 첫 번째 미국 밴드가 되었다. 이후 봉고스의 리더인 리처드 바론은 볼란의 곡 몇 개를 더 녹음했고 ("The Visit," "Ballrooms of Mars") 티.렉스의 제작자였던 토니 비스콘티와 솔로 앨범 <Glow>(2010)을 만들었는데 여기에는 볼란의 앨범 <Electric Warrior>에 수록된 "Girl" 리메이크가 들어있기도 했다. 또한 볼란의 아들 롤란의 음악 제작을 돕기도 했다.
1983년 NWOBHM 밴드 걸스쿨(Girlschool)은 <Play Dirty> 앨범에서 "20th Century Boy"를 리메이크 했다.
1984년 리플레이스먼츠(the Replacements)는 싱글 "I Will Dare"를 내면서 B면에 "20th Century Boy" 리메이크를 넣었다. 또한 이 곡은 앨범 <Let It Be> 재발매판에 들어갔다.
1993년 아담 앤트(Adam Ant)는 퍼수에이션 투어에서 볼란의 곡을 연주했고 이것은 녹음되어 1994년 <Antmusic: The Very Best of Adam Ant> 앨범에 보너스 라이브 트랙으로 삽입되었다.
1985년 듀란 듀란(Duran Duran)에서 갈려나온 밴드인 파워 스테이션(Power Station)은 로버트 팔머(Robert Palmer)의 보컬로 "Get It On"을 내놓았고 이는 영국 톱 40과 미국 6위에 올라 볼란의 사망 이후 그의 곡을 리메이크한 것 중 처음으로 차트에 진입했다. 또한 미국 라이브 에이드 공연에서 이 곡을 연주하기도 했다 (팔머 대신 마이클 데스 바레스(Michael Des Barres)를 보컬로 하여).
1989년 X는 싱글 "Kurenai"의 B면에 "20th Century Boy" 라이브 버전을 넣어서 발매했다.
1990년 베이비 포드(Baby Ford)는 ""Children of the Revolution" 리메이크를 앨범 <Oooh, The World of Baby Ford>에 담았다.
1991년 일본 록밴드인 티-볼란(T-Bolan)이 데뷔했다. 밴드 이름은 티.렉스와 마크 볼란에게서 영감을 받았다.
1993년 건즈 앤 로지즈(Guns N'Roses)는 앨범 <The Spaghetti Incident>에서 "Buick MacKane"을 리메이크 했는데 앨범에는 제목이 "Buick Makane"으로 나왔다.  </the>
오아시스(Oasis)의 1994년 히트곡인 "Cigarettes & Alcohol"은 "Get It On"의 연주 파트를 차용했다고 알려져 있다.
1994년 하우스(A House)는 싱글 "Here Come the Good Times"를 발매하면서 B면에 "Children of the Revolution" 리메이크를 넣었다.
1998년 실험적 메탈, 아방가르드 슈퍼그룹 판포마스(Fantomas)는 티.렉스의 "Chariot Choogle"를 리메이크 했고 이 곡은 마크 볼란 헌정 앨범인 <Great Jewish Music: Marc Bolan>에 수록되었다.
2003년 디페쉬 모드(Depeche Mode)의 마틴 고어(Martin Gore)는 싱글 "Stardust"를 발매하며 "Life Is Strange"와 "Left Hand Luke and the Beggar Boys" 리메이크 한 곡들을 함께 수록했다.
2006년 데프 레퍼드(Def leppard)는 그들이 자라오면서 좋아했던 밴드들의 곡들을 수록한 앨범 <Yeah!>를 발매했는데 첫 곡으로 "20th Century Boy"가 들어갔다. 조 엘리어트는 "Metal Guru"를 부르길 원했고 비비안 캠프벨은 "Telegram Sam"을 원했지만 결국에는 "20th Century Boy"로 낙찰되었다. 이것이 데프 레퍼드가 처음으로 티.렉스 음악을 한 것은 아니었다. "Get It On"의 라이브 버전도 한 적이 있었다.
"Children of the Revolution"은 20년 후 엘튼 존과 리버틴스(The Libertines)의 피트 도허티(Pete Doherty)가 라이브 8에서 비슷한 형태로 공연하였고 U2의 보노와 개빈 프라이데이가 리메이크한 버전은 물랑 루즈! 사운드트랙에 들어가 있다.
2000년 나오키 우라사와는 마크 볼란의 "20th Century Boy"에서 영감을 얻은 <20세기 소년>이라는 만화 시리즈를 만들었다. 이 시리즈는 많은 상을 수상하였고 북미에도 출간되었다. 또한 성공적으로 2008-2009년에 걸쳐 세 편 영화로 만들어졌으며 이 영화 또한 미국, 캐나다, 영국에서 개봉되었다.
1991년 브래드 피트가 나오는 리바이스 진의 광고에 "20th Century Boy"가 삽입되면서 볼란을 추종하는 새로운 세대가 나타났다. 그리고 이 곡은 재발매되어 영국 톱 20에 오르게 된다. 1998년 영화 <벨벳 골드마인>에서는 이 곡을 플레이밍 크리처스(The Flaming Creatures)라는 가상의 밴드가 연주하는데 실제로는 플라시보(Placebo)가 연주했으며 플라시보는 후에 1999년 브릿 어워드에서 같은 곡을 데이비드 보위와 함께 연주했다. 볼란의 사망 이후 10년 간격으로 히트곡 모임집이 출시되어 영국 톱 20에 들었으며 볼란에게 영향을 받은 모리세이(Morrissey)나 수지 앤드 밴시즈 같은 뮤지션들이 리메이크 버전을 내놓으면서 때때로 볼란의 음반 판매량이 증가하기도 했다. 비슷한 사례로 2001에는 로빈슨스의 청량음료 광고에 "I Love Boogie"가 짧게 삽입되면서 또다시 새로운 세대에 볼란의 음악이 소개되었다. 또한 미츠비시에서도 2002년 자동차 광고에 "20th Century Boy"를 사용하기도 했다.
그의 음악은 여전히 여러 영화에서 널리 사용되고 있는데 최근작 몇 개를 들어보면 <명왕성에서의 아침식사>, <데스 프루프>, <독타운의 제왕들>, <빌리 엘리어트>, <자헤드>, <물랑 루즈!>, <허비 첫 시동을 걸다>, <브레이킹 업>, <뜨거운 녀석들>, <클릭>, <스쿨 오브 락>, <스콧 필그림>, <달라스 바이어스 클럽>, <원더랜드> 등이 있다. 지금도 볼란으로부터 거대한 영향을 받았다고 하는 많은 기타 중심의 밴드들이 있다 조이 디비전/뉴 오더의 버나드 섬너는 그가 처음으로 구입한 싱글이 "Ride a White Swan"이라고 하기도 했다.
볼란의 유산에 대해 그의 친구와 가족들이 그리 반기지 않는 것은 지속적인 논란들이다. 볼란은 그의 재산을 재량신탁에 맡겨놓았기에 사망 이후 그와 가까운 이들이 그 재산에 접근할 수 없었다. 여기에 기자들은 관심을 가졌는데 현재까지는 이에 대한 내용만을 알리는데 그쳤을 뿐이다. 작은 신탁자금 회사에서 볼란의 아들에게 수입의 일부를 지급하는 것만이 허용되어 있다. 한편 대략 2천만에서 3천만 파운드(3천8백~5천7백만 달러)로 추정되는 볼란의 재산은 신탁 기금에 남아 있다. 2007년까지로 보면 볼란의 가족은 신탁 기금으로부터 집값을 받으며 아들 롤란도 얼마간의 돈을 받는 것으로 되어 있다.
볼란은 2005년 리마스터링하고 확장된 <본 투 부기> DVD로 다시금 영국 음악 DVD차트에서 1위에 올랐다.
2006년 믹 그레이가 신청서를 넣은 이후 잉글리시 헤리테지가 마크 볼란을 기념하는 청패 제작을 거부했음이 밝혀졌다. 이유는 "역사적 중대성의 위상이 불충분"하다고 여겨서였다. 한편 볼란의 어린 시절 집에는 그에게 헌정하는 청패가 붙어있다. 이는 해커리 의회가 지정한 것이다.
볼란을 기념하는 패는 북런던의 골더스 그린 화장장에 두 개가 더 있다. 첫 번째 것은 1990년대 중반 티라노사우르스 렉스 사모회에서 부착한 흰 대리석 기념패이며 두 번째 것은 공식 마크 볼란 팬클럽을 비롯한 팬들이 2002년 9월 사망 25주기를 맞아 설치한 것이다. 기념비에는 볼란의 모습과 함께 '25년을 지나며 - 그의 빛과 사랑은 아직도 밝게 빛난다'라고 새겨져 있다. 기념패 밑에는 세라믹으로 만든 백조 모양의 상이 있다.
2006년 TV 시리즈인 <라이브 온 마스>에서 윌리엄 매터슨은 1973년 맨체스터의 바에 있는 마크 볼란의 모습을 연기했다. 극중에서 시간여행자인 샘 타일러는 그를 알아보고 팬과 스타의 만남이 이루어진다. 샘은 그에게 미니 차를 조심하라고 당부한다. 미국판에서는 볼란 역 대신 비행기 사고로 사망한 짐 크로치(Jim Croce)가 나오고 샘은 역시 그에게 경고의 메시지를 전한다. 그럼에도 그 장면이 나오는 뉴욕 댄스클럽에서는 티.렉스의 "Get It On"이 흘러나온다.
2007년 영국 관광 이사회는 볼란의 록 성지를 록앤롤의 중요 광관지로 가이드에 포함시켰다.
2011년 시에라 레온에 볼란을 기념하여 마크 볼란 음악 및 영화 학교가 세워진다는 보도가 있었다.
카메론 크로우가 만든 영화 <올모스트 페이머스>에서 블랙 사바스 그루피가 기자인 윌리엄 밀러에게 (크로우의 어린 시절에서 영감을 받은 캐럭터로 알려져 있다) 마크 볼란이 페니 레인(케이트 허드슨이 연기한)의 마음을 찢어놓았다는 얘기를 하는 장면이 나온다.
볼란의 음악들이 담기고 그의 생애를 다룬 뮤지컬 <20세기 소년>이 2011년 입스위치의 뉴 홀시 극장에 개봉되었다.

## 음반

### 앨범
존스 차일드(John's Child) 시절
- The Legendary Orgasm Album (1982)
- The Legendary Orgasm Album (1982)

솔로
- The Beginning of Doves (1974)
- You Scare Me to Death (1981)
- Dance in the Midnight (1983)
- Observations (1992)

티라노사우루스 렉스(Tyrannosaurus Rex) 시절
- My People Were Fair and Had Sky in Their Hair... But Now They're Content to Wear Stars on Their Brows (1968)
- Prophets, Seers & Sages: The Angels of the Ages (1968)
- Unicorn (1969)
- A Beard of Stars (1970)

티.렉스(T.Rex) 시절
- T. Rex (1970)
- Electric Warrior (1971)
- The Slider (1972)
- Tanx (1973)
- Zinc Alloy and the Hidden Riders of Tomorrow (1974)
- Light of Love (1974)
- Bolan's Zip Gun (1975)
- Futuristic Dragon (1976)
- Dandy in the Underworld (1977)
- Billy Super Duper (1982)

### 싱글
마크 볼란(Marc Bolan)
- 1965 "The Wizard/Beyond the Rising Sun"
- 1966 "The Third Degree/San Francisco Poet"
- 1967 "Hippy Gumbo/Misfit"
- 1967 "Sleepy Maurice/Cat Black" (Only actually released after his death)
- 1967 "Hot Rod Mama/Sarah Crazy Child" (Only actually released after his death)

존스 차일드(John's Child) 시절
- 1967 "Desdemona/Remember Thomas A Beckett"

티라노사우루스 렉스(Tyrannosaurus Rex) 시절
- 1968 "Debora/Child Star"
- 1968 "One Inch Rock/Salamanda Palaganda"
- 1969 "Pewter Suitor/Warlord of the Royal Crocodiles"
- 1969 "King of the Rumbling Spires/Do You Remember"
- 1970 "By the Light of a Magical Moon/Find a Little Wood"

티.렉스(T.Rex) 시절
- 1970 "Ride a White Swan/Is It Love/Summertime Blues"
- 1971 "Hot Love/The King of the Mountain Cometh/Woodland Rock"
- 1971 "Get It On (Bang a Gong)/Raw Ramp"
- 1971 "Jeepster/Life's a Gas*"
- 1972 "Telegram Sam/Cadilac/Baby Strange"
- 1972 "Metal Guru/Thunderwing/Lady"
- 1972 "The Slider/Chariot Choogle" (not officially released however some copies exist)
- 1972 "Debora/One Inch Rock/Woodland Bop/The Seal of Seasons(Re-issued)(MagniFly EP)"
- 1972 "Children of the Revolution/Jitterbug Love/Sunken Rags"
- 1972 "Solid Gold Easy Action/Born to Boogie"
- 1973 "20th Century Boy/Free Angel"
- 1973 "The Groover/Midnight"
- 1973 "Truck On (Tyke)/Sitting Here"
- 1973 "Blackjack / Squint Eye Mangle" as Big Carrot
- 1974 "Teenage Dream/Satisfaction Pony"
- 1974 "Light of Love/Explosive Mouth"
- 1974 "Zip Gun Boogie/Space Boss"
- 1975 "New York City/Chrome Sitar"
- 1975 "Dreamy Lady/Do You Wanna Dance/Dock of The Bay"
- 1975 "Christmas Bop/Telegram Sam/Metal Guru" (not officially released however some copies exist)
- 1976 "London Boys/Solid Baby"
- 1976 "I Love to Boogie/Baby Boomerang"
- 1976 "Laser Love/Life's An Elevator"
- 1977 "The Soul of My Suit/All Alone"
- 1977 "Dandy in the Underworld/Groove a Little/Tame My Tiger"
- 1977 "To Know Him Is to Love Him/City Port"
- 1977 "Celebrate Summer/Ride My Wheels"
- 1977 "Ride a White Swan/The Motivator/Jeepster/Demon Queen"
- 1977 "Get It On/Hot Love (Re-issued)"
- 1978 "Hot Love/Raw Ramp/Lean Woman Blues"
- 1978 "Crimson Moon/Jason B. Sad"
- 1978 "You Scare Me to Death/The Perfumed Garden of Gulliver Smith"